# Verdursten

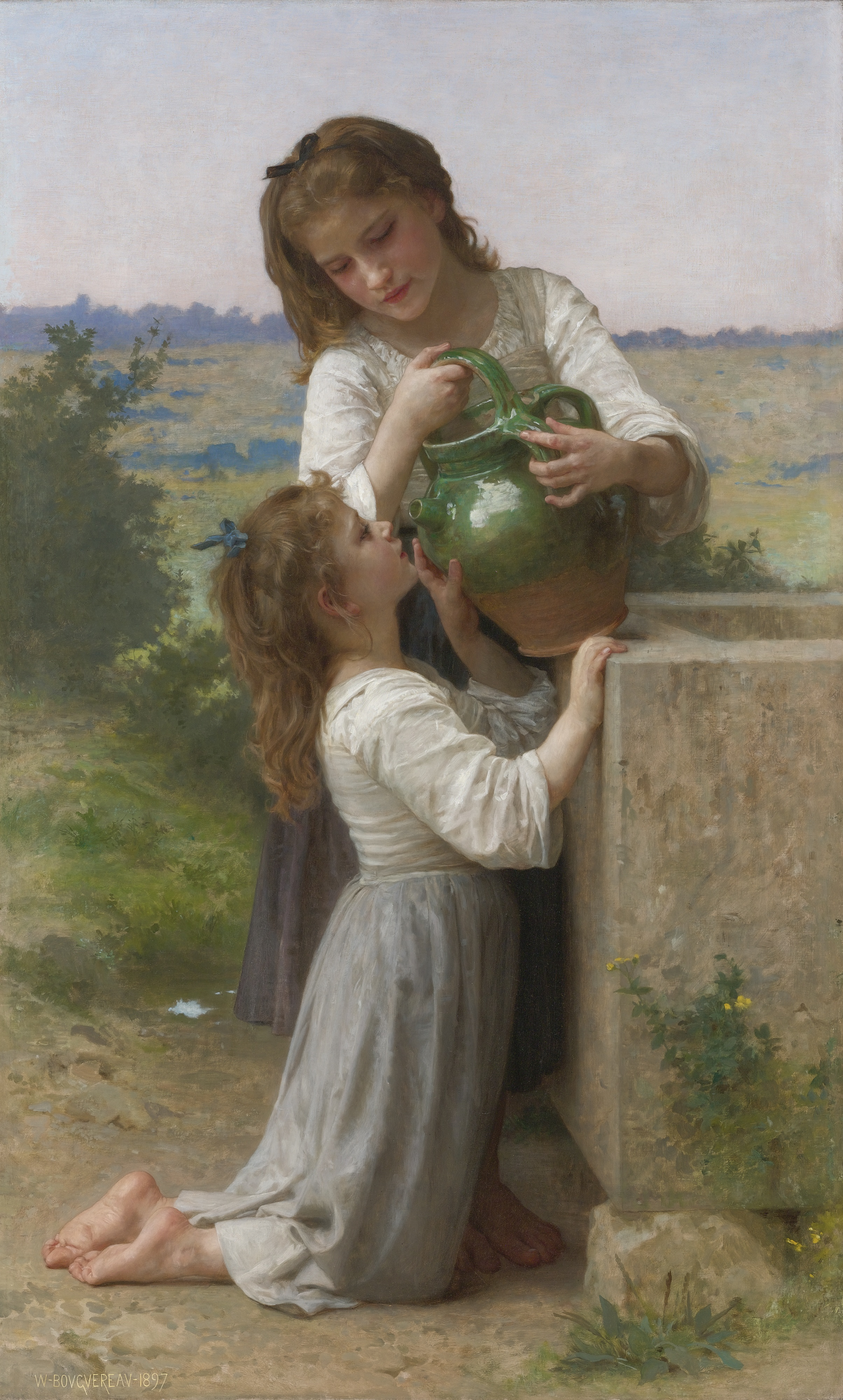
Hilfe gegen den Durst (William Adolphe Bouguereau)

Das Verdursten bezeichnet den Tod durch mangelnde Aufnahme von Trinkwasser. Der Tod tritt  in der Regel durch Herzstillstand infolge von Nierenversagen ein. Die Gefahr des Verdurstens ist ein wesentliches Problem in Trockenzonen (siehe Wasserkrise), wenn kein Trinkwasser verfügbar ist; so auch nach (Natur-)Katastrophen wie Überschwemmung, Erdbeben, Verschüttung (z. B. nach Explosion in einem Bergwerk).

## Hintergrund, Ursachen und Symptomatik
Der Körper benötigt Wasser sowohl im Blutplasma als auch in den Zellen zur Aufrechterhaltung des Stoffwechsels und zur Thermoregulation.
Der tägliche Wasserbedarf eines Menschen liegt – unter anderem je nach Lebensalter, Körpergewicht, Gesundheitszustand, Umgebungstemperatur und körperlicher Aktivität – zwischen 680 und 2250 Milliliter.
Durch Urin- und Stuhlausscheidung, Atmung und Transpiration findet ein regelmäßiger physiologischer Flüssigkeitsverlust statt. Daneben können dem Körper durch Blutungen, Erbrechen, Fieber, starkes Schwitzen oder Stillen größere Mengen Flüssigkeit verlorengehen. Wenn in diesen Fällen die verlorengegangene Flüssigkeitsmenge nicht ersetzt, das heißt zu wenig oder gar nicht getrunken bzw. wasserhaltige Nahrung aufgenommen wird, nimmt die Gewebsflüssigkeit im Körper stetig ab. Durch diese Dehydratation kommt es zur Exsikkose (Austrocknung).
Ab einem Wasserverlust des menschlichen Körpers von 0,5 bis 3 Prozent verspürt der Betroffene in der Regel Durst. Ab 10 Prozent kommt es zu Sprachstörungen und unsicherem Gang. Im weiteren Verlauf kommt es zu Lethargie, der Blutdruck sinkt, die Nieren vermindern die Urinausscheidung. Dadurch sammeln sich harnpflichtige Substanzen im Blut an, die eine schädliche Wirkung auf die Organe und Organsysteme ausüben und so zu einer inneren Vergiftung führen. Innerhalb von zwei bis sechs Tagen tritt in der Regel der Tod ein, da die Nieren ihre Arbeit vollständig einstellen (Nierenversagen) und der daraus resultierende Kaliumüberschuss im Blut zum Herzstillstand führt. Im Extremfall ist ein Überleben bis zu zwölf Tagen möglich. Die Zeitspanne ist unter anderem abhängig von der Außen- und Körpertemperatur und dem körperlichen Zustand des Menschen; beispielsweise können Wassereinlagerungen im Gewebe (Ödeme) die Überlebenszeit verlängern.

## Pathophysiologie
Beim Verdursten kommt es zum Multiorganversagen. Diese multiple Organdysfunktion betrifft alle lebenswichtigen Organe, aber zuletzt die Nieren. Bis zuletzt versuchen die Nieren den Tod zu verhindern.
Der Flüssigkeitsmangel reduziert das Blutvolumen und damit das Herzzeitvolumen, die Nierendurchblutung und die glomeruläre Filtration. Zur Kompensation vergrößern die Nieren die tubuläre Rückresorption des Primärharns mit dem Ergebnis einer Oligurie oder Anurie. Die fehlende Urinproduktion (Harnbereitung, Uropoese) ist also das Zeichen einer guten Nierenfunktion und nicht einer Nierenkrankheit. So wird eine nutzlose Ausscheidung des kostbaren Wassers verhindert. Bei der Oligoanurie kommt es zur Niereninsuffizienz ohne Nierenkrankheit (Kardiorenalsyndrom nach Wilhelm Nonnenbruch) mit Anstieg der harnpflichtigen Stoffe im Blut bis hin zum oft tödlichen urämischen Koma.